# Drepanocanthus
Drepanocanthus är ett släkte av skalbaggar. Drepanocanthus ingår i familjen Aphodiidae.
Kladogram enligt Catalogue of Life:
| Drepanocanthus | \| \| Drepanocanthus lineatus \| \| \| \| \| \| Drepanocanthus mineti \| \| \| \| |
|                | \| \| Drepanocanthus lineatus \| \| \| \| \| \| Drepanocanthus mineti \| \| \| \| |
|                | Drepanocanthus lineatus                                                           |
|                |                                                                                   |
|                | Drepanocanthus mineti                                                             |
|                |                                                                                   |